# Опсада Порт Артура
Опсада Порт Артура се збила за вријеме Руско-јапанског рата и трајала је од 1. августа 1904. до 2. јануара 1905. Представљала је настојање јапанских снага да заузму град, односно луку Љујшуњкоу (на Западу познату као "Порт Артур") на крајњој јужној тачки полуострва Љаодонг на обали Манџурије, која је представљала главну базу руске Пацифичке флоте и главни повод избијања рата.

## Опсада
Опсада је почели након што су Јапанци захваљујући локалној поморској надмоћи у прољеће 1904. успјели да блокирају Пацифичку флоту тако што су потопили трговачке бродове и затворили улаз у луку, па су се несметано искрцали у Кореји и Манџурији те тако одекли руски гарнизон. Покушаји да се након тога заузме сам град нису успјели, прије свега због снажног система фортификације, али и тога да су бранитељи користили модерно оружје и опрему као што су брзометне пушке, Максимови митраљези, ручне бомбе, рефлекторе, бодљикаву жицу и радио, а због чега се опсада претворила у позицијски рат умногоме сличан ономе у каснијем Првом свјетском рату. 
Јапанци су при томе претрпили тешке губитке, а њихово споро напредовање се након неколико мјесеци претворило у трку с временом, с обзиром на најављени долазак руске Балтичке флоте која је требало да деблокира Порт Артур. 28. новембра 1904. су уз тешке губитке ипак успјели освојити стратешку коту 203 и довући тешку артиљерију, са којом су успјели да униште и неутралишу скоро све руске бродове у луци. 
Сматрајући како је уништењем флоте престао разлог за отпор, те суочен с даљим напредовањем Јапанаца (који су користили подземне мине), руски генерал Стесељ је 2. јануара 1905. с Јапанцима отпочео преговоре о капитулацији, који су завршени три дана касније. 

## Последице
Опсада Порт Артура је представљала највећу, најдужу и најкрвавију битку рата, а њен исход је озбиљно начео престиж Русије и цара Николаја II; Балтичка флота, која је требало да деблокира Порт Артур, је умјесто тога покушала да стигне у Владивосток, али је неколико мјесеци касније уништена у бици код Цушиме којом је рат коначно одлучен.